# Šurabil
Šurabil (perz. شورابیل, također i Šur-Ab ili Šurabi, dosl. rasolska voda) je slano jezero u Ardabilskoj pokrajini na sjeverozapadu Irana, oko 2,0 km jugozapadno od središta grada Ardabila. Jezero ima površinu do 170 ha, dubinu do 10 m i zapremninu do 14 milijuna m³, no navedene vrijednosti kao i salinitet mogu oscilirati ovisno o godišnjem dobu i navodnjavanju iz Baleklu-Čaja. Nadmorska visina jezera iznosi 1365 m, a vodom se prirodnim putem napaja prvenstveno padalinama i lokalnim brdskim potocima koji mu pritječu sa sjevera. Područja oko jezera sve se više urbaniziraju i danas se uz njegove obale nalazi niz obrazovnih, kulturnih, stambenih, rekreacijskih i turisitčkih objekata.

## Zemljopis
Šurabil se nalazi na krajnjim sjevernim padinama brdovitog lanca smještenog između Sabalana i Taleškog gorja koji se pružna u smjeru sjeveroistok−jugozapad. Jezero je tektonskog podrijetla i njegova kotlina oblikovana je tijekom ranog kvartara, dok se voda akumulirala kroz posljednje ledeno doba zahvaljujući količini padalina većoj od evaporacije. Podloga jezera sastoji se uglavnom od karbonatne gline s argilitom, iznad koje se na zapadu nalaze sedimenti pijeska. Zapadna podloga jezera sastoji se od gipsa i anihidrita, a istočna od travertinskih stijena. Oko 700 m sjeverozapadno od Šurabila protječe rijeka Baleklu-Čaj, a oko 2,9 km istočno nalazi se susjedno umjetno jezero Pilas-e Sahran-Gol. Oblik jezera je izdužen i proteže se duljinom od 2,2 km u smjeru sjeveroistok−jugozapad, a širina mu oscilira između 0,65 i 1,05 km. Litoralni pojas najstrmiji je prema sjeverozapadu odnosno najblaži prema jugu gdje se nalaze aluvijalne terase oblikovane sezonskim potokom. Površina mu iznosi do 1,7 km², a nadmorska visina 1365 m.
Širenjem Ardabila koncem 20. stoljeća područja sjeverno i istočno od jezera su urbanizirana, a taj se proces nastavlja i dan danas. Uz istočnu obalu nalazi se kampus Sveučilišta Mohakek Ardabili u sklopu kojeg se nalazi i sveučilišna knjižnica, dok su uz sjevernoistočnu obalu smješteni muzej i Ardabilska središnja knjižnica. Zapadno od jezera nalazi se gradsko naselje Šahrak Naderi, južno Šahrak Kosar sa stambenim objektima, a uz sjevernu obalu smješteni su park, rekreacijski i zabavni sadržaji. Početkom 21. stoljeća pokrenut je veliki projekt uređenja obale i pripadajućih sadržaja na koji se planira utrošiti oko 750 milijuna USD. Jezero okružuje Šurabilska ulica koja se na sjeveroistoku nadovezuje na aveniju Danešgah, odnosno prema jugozapadu na državnu cestu 16.

## Hidrologija
Šurabil se hidrološki tradicionalno klasificira pod kaspijski slijev, a uži slijev sa Šurabilom u žarištu obuhvaća usko područje od oko 25 km² i proteže se oko 18 km prema brdskom jugu. Granični sljevovi uključuju porječje Ardabil-Ruda (uključujući slijev umjetnog jezera Pilas-e Sahran-Gola) na istoku, te porječje Baleklu-Čaja na zapadu s kojim je najviše hidrogeološki povezan. Obje navedene rijeke pritoci su Karasua koji se preko Arasa i Kure nadovezuje na Kaspijsko jezero. Nadmorska visina na području jezerskog slijeva kreće se od 1365 do najviše 1830 m na južnom brdskom lancu, a njime prevladava sredozemna klima (Csa) s prosječnom godišnjom količinom padalina od 300 mm. Prosječna temperatura zraka kreće se od najmanje −7,9°C tijekom siječnja do najviših 25°C u srpnju. Tijekom najhladnijih zima površina jezera zaleđena je od prosinca do ožujka. Šurabil je do 2000-ih godina bio jedno od devet jezera s najvišim stupnjem saliniteta i njegove obale bile su prekrivene debelim naslagama soli (uglavnom CaCO3 i MgCO3) koje je lokalno stanovništvo koristilo u terapeutske svrhe. Međutim, izgradnjom kanala kojim je povezan sa slatkovodnim Baleklu-Čajom, njegove limnološke osobine bitno su promijenjene. Usporedno istraživanje kakvoće vode iz 2009. u odnosu na 1999. godinu pokazala su smanjenje ukupne otopljene tvari bikarbonata (HCO3) s 5,5 na 3,5 mEq/L, kalcija (Cl) 95 na 3,1, natrija (Na) 109 na 7,1, magnezija (Mg) 35,5 na 2,2, te sulfata (SO4) 71 na 3,5 mEq/L. Najveća prirodna dubina zbog navodnjavanja Baleklu-Čaja povećana je s 8,07 na 10 m, a zapremnina na maksimalnih 14 milijuna m³. Vrijednosti pH kreću se iznad 7,0, a tlo sadrži 3,0-12 % organskog materijala. Na jezeru je izmjereno prirodno ionizirajuće zračenje od prosječno 331 μSv/h (min. 120; maks. 707 μSv/h).

## Flora i fauna
Flora i fauna Šurabila određene su prvenstveno visokim stupnjem saliniteta, a u novije vrijeme bitnu ulogu igraju urbanizacija i drugi ljudski čimbenici. Široko rasprostranjena biljka u okolici jezera je aromatska Trigonella caerulea iz porodice mahunarki. Šurabil je migracijska stranica brojnim pticama selicama koje uključuju i desetak jedinki žutokljunih (Cygnus cygnus) i crvenokljunih labudova (Cygnus olor), te 180 patka ledara (Clangula hyemalis) koje ga posjećuju tijekom zime.
| Barski rak(Astacus leptodactylus)  |  | Barski rak(Astacus leptodactylus) |
| Barski rak (Astacus leptodactylus) |  | Crvenokljuni labud (Cygnus olor)  |

U jezeru je identificirano pet koljena odnosno 54 roda fitoplanktona. Njihova gustoća najveća je tijekom ljeta, a prevladavajući taksoni su Chlorophyta (62,5 %), Cyanophyta (33,5 %), Bacillariophyta (3,5 %), Euglenophyta (0,4 %) i Pyrrophyta (0,1 %). Među šurabilskim zooplanktonima identificirana su tri koljena odnosno 26 rodova čija je gustoća također najveća tijekom ljeta, a najzastupljeniji taksoni su Ciliophora (51 %), Rotatoria (43,8 %), te Arthropoda, Copepoda i Cladocera (zajedno 5,1 %). Hidrobiološka istraživanja pokazuju da je Šurabil nekada imao potencijal i prikladne planktonske vrste za hranjenje ribe. Identificirani planktoni prema sistematici su:
- Bacillariophyta − Achnanthes, Amphiprora, Caloneis, Cocconeis, Coscinodiscus, Cyclotella, Cymatopleura, Cymbella, Diatoma, Diploneis, Epithemia, Gomphonema, Navicula, Nitzschia, Rhoicosphenia, Rhopalodia, Stephanodiscus, Surirella i Synedra.
- Chlorophyta − Actinastrum, Ankistrodesmus, Binuclearia, Carteria, Coelastrum, Closterium, Codatella, Cosmarium, Dictyosphaerium, Franceia, Golenkinia, Kirchneriella, Micractinium, Oocyctis, Pandorina, Pediastrum, Scenedesmus, Tetrastrum i Tetraedron.
- Cyanophyta − Anabaena, Anabaenopsis, Chroococcus, Lyngbya, Microcystis, Oscillatoria, Phormidium, Romeria i Spirulina.
- Euglenophyta − Euglena, Phacus, Trachelomonas i Strombomonas.
- Pyrrophyta − Cryptomonas, Gymnodinium i Peridinium.
- Rhizopoda − Arcella, Cyphoderia i Difflugia.
- Ciliophora − Coleps, Paramicium, Strombidium, Tintinnidium, Tintinnopsis, Vorticella i Ciliata.
- Rotatoria − Asplanchna, Brachoinus, Cephalodella, Filinia, Keratella, Lepadella, Notholca, Polyarthra, Pompholyx, Proalides, Rotaria, Synchaeta i Trichocerca.
- Cladocera − Bosmina, Daphnia, Moina i Cladocera emberyoni.
- Copepoda − Cyclops i Naupli copepoda.
- Rotifera − Brachionus calyciflorus, Brachionus plicatilis i Hexarthra.

Zbog povećanja bioraznolikosti i razvoja športskog ribolova, u Šurabilu je 2012. godine introducirano 100.000 jedinki prilagodljive kalifornijske pastrve (Oncorhynchus mykiss). Između 2002. i 2006. godine u jezero je pušteno i 15.000 jedinki barskog raka (Astacus leptodactylus). Prvo mitarenje kod muških jedinki započinje u svibnju kada se temperatura vode penje do 14°C i završava sredinom lipnja, a drugo muško i ujedno prvo žensko počinje u listopadu kada temperatura iznosi oko 17°C. Njihovo razmnožavanje počinje u prosincu i traje do sredine lipnja. Kasnih 1980-ih u jezeru je zabilježena partenogenetska artemija koja se danas smatra izumrlom.

## Popularna kultura
U popularnoj kulturi, Šurabil se pojavljuje kao jedno od glavnih mjesta radnje Simfonije mrtvih (perz. Samfoni-e mordagān; engl. prijevod Symphony of the Dead), novele iranskog književnika A. Maroufija iz 1989. godine. Glavni likovi izmišljene priče su dva brata − pjesnik Aidin Urhani koji je zbog trovanja izgubio razum i oronuo luta kavanama uz obale Šurabila, te Urhan koji ga truje i opsjednut je njegovim ubojstvom. Jezero pri završetku radnje postaje mjestom zločina.

## Poveznice
- Zemljopis Irana
- Popis iranskih jezera